# Riosequillo (Madrid)
Riosequillo es un despoblado del municipio castellano de Buitrago del Lozoya, en la provincia de Madrid.

## Localización
Está situado a orillas del embalse que lleva su nombre, en la margen izquierda del río Lozoya, cerca de la ermita de la Trinidad, la cual se encuentra en el término municipal de Villavieja del Lozoya en lamentable estado ruinoso. Se puede acceder a Riosequillo a través de la carretera que une Buitrago con Villavieja, a la altura de Redondo de Abajo, por la Cañada del Chorrillo.
- Datos: Q6109046